# Геноцид циган

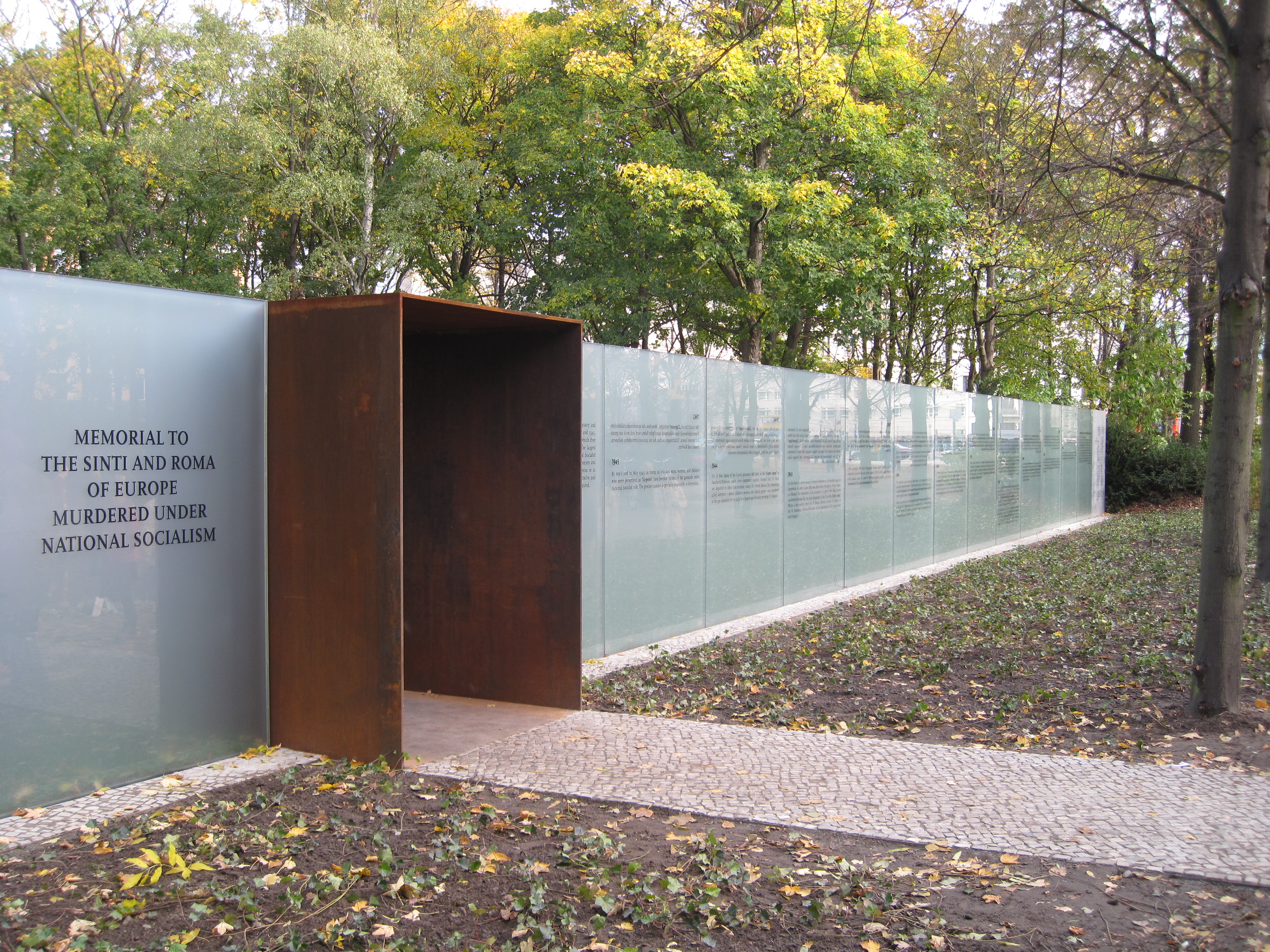
Меморіал рома та сінті Європи, які загинули внаслідок нацистської расової політики (Берлін, парк Тіргартен, на :південь від будівлі Рейхстагу

Геноцид циган (циганською — Porajmos, Samudaripen) — геноцид, організований і здійснений нацистами у 1935–1945 роках на теренах Німеччини, країн-союзників Третього Рейху й окупованих країн. Знищення циган було частиною загальної політики націонал-соціалістів зі знищення євреїв (Голокосту), гомосексуалів, невиліковних хворих, наркоманів, психічно хворих і політичних опонентів.
У березні 1936 року на ромів були поширені нюнберзькі закони Рейху про громадянство і раси, які легітимізували переслідування народу, і наслідком яких стало тотальне знищення понад 80 % ромського населення Європи. 
Вважається, що від репресій 1935—1945 рр. в Європі загинуло від 600 тис. до 1 млн 500 тис. циган (за іншими оцінками — від 220 до 500 тисяч).
У процентному відношенні ромська етнічна група найбільше потерпіла від убивств нацистами. Близько 90 відсотків ромського населення Австрії, Німеччини, України та Естонії було знищено нацистським режимом та його союзниками.
Першими жертвами Бабиного Яру у вересні 1941 року стали цигани, п'ять таборів яких навколо Києва були цілковито знищені нацистами за кілька днів. Анатолій Кузнєцов у романі «Бабин Яр» писав: «На циган фашисти полювали, як на дичину. Вони підлягали такому ж негайному знищенню, як і євреї … Циган везли в Бабин Яр цілими таборами». «Бабин Яр — це жахіття для циган. Вони гинули, навіть не знаючи, за що їх вбивають» — це слова циганської письменниці Рані Романі (Раїси Набаранчук). За наявною інформацією, у Бабиному Яру загинули щонайменше 150 циган, але ця цифра може бути значно вищою. Усього під час Другої світової війни в каральних акціях окупаційного режиму в Україні було знищено 19—20 тис. осіб ромської національності (за іншими оцінками — близько 25 тис.), проте немає даних про загиблих у зонах бойових дій наступальних операцій, на примусових роботах, у таборах-гетто, під час операцій УПА та радянських партизан тощо.
Документально підтверджено понад 140 випадків масового вбивства циган на теренах окупованої України у 1941-44 роках, найчисельніші з яких — в Чернігові (близько 1100 осіб, за іншими оцінками — понад 2500), Кропивницькому (бл. 1000 осіб), Бахмуті (бл. 900 осіб), Сімферополі (824 особи), Херсоні (понад 650 осіб).
У 1942 році до Губернаторства Трансністрія, у складі якого перебували території окупованих Вінницької, Миколаївської та Одеської областей УРСР, націонал-легіонерським урядом Іона Антонеску було депортовано з Румунського королівства 25 тисяч циган. До першої хвилі депортованих увійшли кочові цигани, а другу хвилю склали осілі цигани, що були неблагонадійними та мали проблеми з законом. Загальна кількість депортованих сягнула 25 283 осіб: 7 856 чоловіків, 7 266 жінок та 10 161 дитина. Серед них було понад 12 тис. кочових та 13 100 осілих циган. Осілих циган депортували в поїздах, кочових змусили їхати до Трансністрії на своїх возах. У Трансністрії солдати відбирали вози з кіньми на потреби румунської армії. Цигани були позбавлені усього — коней, інструментів, майна, грошей та інших засобів існування, не мали житла, роботи, харчів, ліків, палива. У березні 1944 р. у Трансністрії перебувало 12 083 ромів. Саме вони змогли вижити. До них варто додати ще біля 2 тис. циган, котрі за різних обставин були репатрійовані або втекли з цього краю. Таким чином, у 1942—1944 рр. у Трансністрії загинуло приблизно 11 тис. депортованих сюди циган, вижило орієнтовно 14 тис.

## Вшанування пам'яті жертв геноциду
На увічнення пам'яті депортованих і страчених представників циганського етносу 2 серпня в Україні на державному рівні відзначається Міжнародний день голокосту циган.
У 2009 році в урочищі Подусівка на околиці Чернігова, на місці масового розстрілу нацистами ромів (1-3 серпня 1942 р.), за ініціативи громадської організації «Романо дром» був встановлений пам'ятний знак, який вшановує пам'ять жертв геноциду ромів.
До 75-х роковин трагедії в Бабиному Яру в ушанування пам'яті про ромів, розстріляних у 1941 році, в Національному історико-меморіальному заповіднику «Бабин Яр» 23 вересня 2016 року був встановлений монумент «Циганська Кибитка».
29 січня 2018 р. у музеї «Пам'ять єврейського народу та Голокост в Україні» відбулось відкриття експозиції «Трагедія циганського народу в Україні та Молдові». Це перша в Україні постійна експозиція, присвячена геноциду циган у роки Другої світової війни.
Упродовж 40-х років минулого століття циган Ужгорода з Мочару (сучасний мікрорайон Шахта) поступово обмежували у правах та свободі пересування. Зрештою, табір Мочара був огороджений колючим дротом та парканом і став свого роду міні-гетто для циган. Саме в мікрорайоні Шахта, на подвір'ї першої ромської школи в Європі — Ужгородської гімназії № 14, 2 серпня 2023 р. відкрили Меморіальний знак пам'яті жертв циганського Голокосту (Пораймосу). Пам'ятний знак має вигляд колеса, на ободі якого розміщена міні-скульптура, яка зображує родину циган — тата, трьох дітей, маму і дідуся, який грає на скрипці. На 16 спицях написані найпоширеніші у 1935—1945 роках циганські прізвища. У центрі — палаюча свічка та невеликий шматок дроту. Скульптурну композицію створив скульптор Роман Мурник.
У квітні 2024 року в Ужгороді створений віртуальний музей історії геноциду циган під час Другої світової війни — «Пораймос на Закарпатті». На онлайн-платформі розміщені п'ять тематичних відеоекспозицій та аудіогіди про життя циганської громади між двома світовими війнами й висвітлена трагедія її знищення. Матеріали доступні українською та циганською мовами.

## Відомі цигани, які загинули чи постраждали від геноциду
- Йоганн Тролльманн
- Джанго Рейнхардт
- Матео Максимов
- Микола Сліченко
- Папуша
- Сеттела Штайнбах